# Enrique de Luxemburgo
Enrique de Luxemburgo (en francés: Henri Albert Gabriel Félix Marie Guillaume de Nassau-Weilburg et de Bourbon-Parme; Betzdorf, Luxemburgo, 16 de abril de 1955) es el gran duque de Luxemburgo y, por lo tanto, jefe de Estado desde la abdicación de su padre, el gran duque Juan, el 7 de octubre de 2000. Ostentó el título de príncipe de Nassau y Borbón-Parma desde su nacimiento, en 1955, hasta la abdicación de su abuela, la gran duquesa Carlota, en 1964.
En 2019 su fortuna se estimaba en 4000 millones de dólares.

## Biografía

### Nacimiento
Enrique nació el  16 de abril de 1955 en el Castillo de Betzdof, Luxemburgo, siendo el primer hijo del por aquel entonces gran duque heredero Juan y la gran duquesa heredera consorte Josefina Carlota.

### Familia
Su padre era el hijo mayor de la gran duquesa Carlota de Luxemburgo de su esposo, el príncipe Félix de Borbón-Parma. Su madre era hija del rey Leopoldo III de Bélgica de su primera esposa, Astrid de Suecia.
Enrique tiene cuatro hermanos (una hermana mayor y tres hermanos menores):
- María Astrid de Luxemburgo (1954), archiduquesa de Austria.
- Juan Félix de Luxemburgo (1957).
- Margarita de Luxemburgo (1957), princesa de Liechtenstein.
- Guillermo María de Luxemburgo (1963).

### Educación
Se educó en Luxemburgo y en Francia, donde obtuvo su licenciatura en 1974. Luego estudió ciencias políticas en la Universidad de Ginebra y el Instituto Universitario de Altos Estudios Internacionales, donde se graduó en el año 1980. El gran duque también emprendió el entrenamiento militar en la Real Academia de Sandhurst, Reino Unido.
Es licenciado en Ciencias Políticas por la Universidad de Ginebra, al igual que su esposa, de hecho fue en esta universidad donde se conocieron e iniciaron su noviazgo.

## Matrimonio y descendencia

### Boda
Mientras estudiaba en Ginebra, Enrique conoció a la cubana María Teresa Mestre Batista, originaria de Marianao, La Habana, Cuba, que también era estudiante de ciencias políticas. 
Se casaron en Luxemburgo en ceremonia civil el 4 de febrero de 1981 y el 14 de febrero de 1981 se casaron en una ceremonia religiosa en la Catedral de Santa María de Luxemburgo, con el consentimiento previo del gran duque Juan, el 7 de noviembre de 1980; siguen casados.

### Descendencia
La pareja tiene cinco hijos y ocho nietos:
- Príncipe Guillermo de Luxemburgo (Guillermo Juan José María; nacido el 11 de noviembre de 1981) en la ciudad de Luxemburgo). Su compromiso fue anunciado el 26 de abril de 2008 con la condesa Estefanía de Lannoy (n. 18 de febrero de 1984, Ronse, Bélgica).[3] El 19 de octubre de 2012 se casaron en una ceremonia civil en el ayuntamiento de la ciudad de Luxemburgo[4] y al día siguiente celebraron una ceremonia religiosa en la Catedral de Santa María. Tienen dos hijos:
  - Príncipe Carlos de Luxemburgo (Carlos Juan Felipe José María Guillermo; nacido el 10 de mayo de 2020, ciudad de Luxemburgo).
  - Príncipe Francisco de Luxemburgo (Francisco Enrique Luis María Guillermo; nacido el 27 de marzo de 2023, ciudad de Luxemburgo).
- Príncipe Félix de Luxemburgo (Félix Leopoldo María Guillermo; nacido el 3 de junio de 1984, ciudad de Luxemburgo). Su compromiso fue anunciado el 13 de diciembre de  2012 con Clarie Margareta Lademacher (n. 21 de marzo de 1985, Filderstadt, Baden-Wurtemberg, Alemania), hija del millonario Hartmut Lademacher.[5] El 17 de septiembre de 2013 se casaron en una ceremonia civil en la Villa Rothschild Kempinsky, en Königstein im Taunus, en Alemania.[6] y el  21 de septiembre de 2013 en la basílica de Santa María Magdalena de Saint-Maximin-la-Sainte-Baume, en Francia, tienen tres hijos:
  - Princesa Amalia de Nassau (Amalia Gabriela María Teresa; nacida el 15 de junio de 2014, ciudad de Luxemburgo).[7][8][9]
  - Príncipe Liam de Nassau (Liam Henri Hartmut; nacido el 28 de noviembre de 2016, Ginebra, Suiza),[10][11][12]
  - Príncipe Baltasar de Nassau (Baltasar Félix Carlos; nacido el 7 de enero de 2024, ciudad de Luxemburgo).
- Príncipe Luis de Luxemburgo (Luis Javier María Guillermo; nacido el 3 de agosto de 1986) en la Ciudad de Luxemburgo). Su compromiso fue anunciado el 22 de agosto de 2006 con Tessy Antony (n. 28 de octubre de 1985, Ciudad de Luxemburgo). Se casaron el 29 de septiembre de 2006 en una ceremonia civil en el ayuntamiento de la ciudad de Luxemburgo y en una ceremonia religiosa en la iglesia parroquial en Gilsdorf, Bettendorf (Luxemburgo). Anunciaron su divorcio el 18 de enero de 2017 y[13] este fue finalizado el 4 de abril de 2019. Tienen dos hijos:
  - Príncipe Gabriel de Nassau (Gabriel Miguel Luis Ronny; nacido el 12 de marzo de 2006, Ginebra, Suiza).[14]
  - Príncipe Noé de Nassau (Noé Esteban Guillermo Gabriel Matías Javier; nacido el 21 de septiembre de 2007, ciudad de Luxemburgo).
- Princesa Alejandra de Luxemburgo (Alejandra Josefina Teresa Carlota María Guillermina; nacida el 16 de febrero de 1991) en la ciudad de Luxemburgo). Su compromiso fue anunciado el 7 de noviembre de 2022 con Nicolás Bagory (n. 11 de noviembre de 1988, Bretaña).[15] El 22 de abril de 2023 se casaron en una ceremonia civil en el ayuntamiento de la ciudad de Luxemburgo,[16] y el 29 de abril de 2023 en ceremonia religiosa en la iglesia de San Trófimo en Bormes-les-Mimosas, Var, Francia. Tienen una hija:
  - Victoria Bagory (nacida el 14 de mayo de 2024, París)
- Príncipe Sebastián de Luxemburgo (Sebastián Enrique María Guillermo; nacido el 16 de abril de 1992 en la ciudad de Luxemburgo).

## Heredero
El príncipe Enrique se convirtió en heredero al trono de Luxemburgo con la abdicación de su abuela paterna, la gran duquesa Carlota de Luxemburgo, el 12 de noviembre de 1964. De 1980 a 1998, fue miembro del Consejo de Estado.
El 4 de marzo de 1998, el príncipe Enrique fue nombrado teniente representante por su padre, el gran duque Juan, lo que significa que él asumió la mayor parte de los poderes constitucionales de su padre. El 7 de octubre de 2000, inmediatamente después de la abdicación de su padre, Enrique accedió como gran duque de Luxemburgo y tomó el juramento constitucional ante la Cámara de Diputados ese mismo día.
El nombre completo, el tratamiento y el título de Enrique es: Su Alteza Real Enrique, por la gracia de Dios, gran duque de Luxemburgo, príncipe de Nassau, conde palatino del Rin, conde de Sayn, de Königstein, de Katzenelnbogen y de Diez, vizconde de Hammerstein, señor de Mahlberg, de Wiesbaden, de Idstein, de Merenberg, de Limburg y de Eppstein.
Sin embargo, al ascender al trono gran ducal, Enrique abandonó la denominación "por la gracia de Dios", y en las leyes, decretos y documentos oficiales a su nombre, el título es: "Enrique, gran duque de Luxemburgo, duque de Nassau" simplemente.
El 23 de junio de 2024 anunció que, en octubre del mismo año, nombraría a su hijo primogénito lugarteniente (regente) del Gran Ducado de Luxemburgo. Suele ser un paso previo al traspaso de la corona gran ducal, aunque no es automático ni inmediato. La ceremonia tuvo lugar el 8 de octubre de 2024. El 24 de diciembre del mismo año, durante el mensaje de Navidad, anunció su abdicación a favor de Guillermo, efectiva desde el 3 de octubre de 2025.

## Gran duque de Luxemburgo

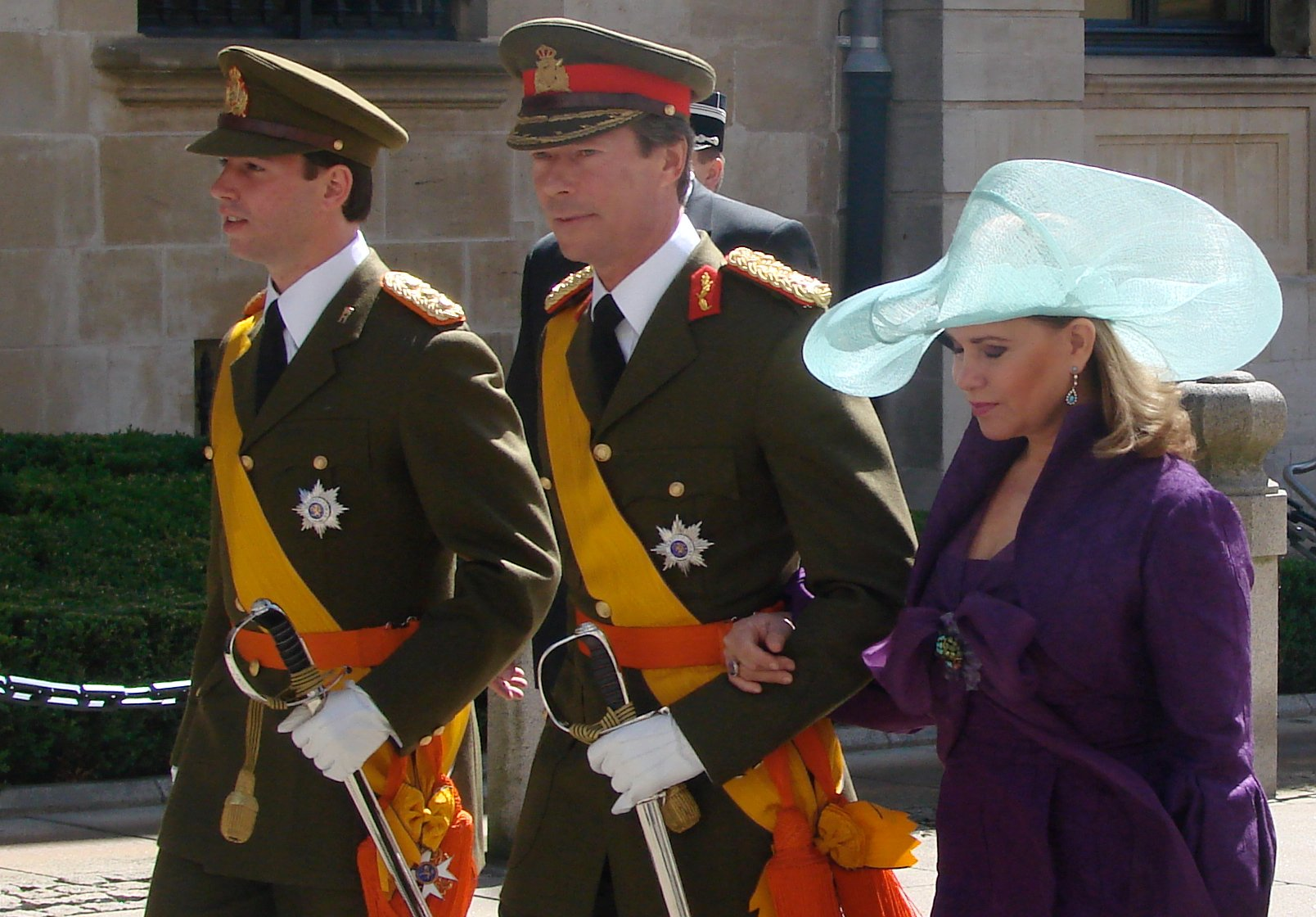
De izquierda a derecha: SS. AA. RR. el gran duque heredero Guillermo, el gran duque Enrique y su consorte María Teresa.

Enrique asumió el trono de Luxemburgo después de la abdicación de su padre el 7 de octubre de 2000.

### Controversia sobre la eutanasia
El 2 de diciembre de 2008 se anunció que el gran duque Enrique había decidido que se negaría a firmar la ley que legalizaría la práctica de la eutanasia que había sido aprobada a principios de ese mismo año por la Cámara de Diputados. El gran duque alegó problemas de conciencia. En razón de ello, el Parlamento de Luxemburgo decidió limitar los poderes del gran duque y ya su firma no es necesaria para la sanción de una ley. En reconocimiento de su decisión, en septiembre de 2009 el Vaticano decidió distinguir al gran duque Enrique con el Premio Van Thuan en reconocimiento por "el compromiso en defensa de los derechos humanos, especialmente el derecho a la vida y a la libertad religiosa".

### Papel e intereses
Como jefe de Estado de una monarquía constitucional, el papel del gran duque Enrique es principalmente representativo. Sin embargo, se mantiene la facultad constitucional de nombrar al Primer ministro y al Gobierno, disolver la Cámara de Diputados, promulgar leyes y acreditar embajadores.
El gran duque Enrique es el comandante en jefe del Ejército de Luxemburgo, en la que tiene el rango de general. También es honorario mayor en el Regimiento de Paracaidistas Británico.
Una de las funciones principales del gran duque de Luxemburgo es representar en el ámbito de los asuntos exteriores. En mayo de 2001, el gran duque Enrique y la gran duquesa consorte María Teresa realizaron su primera visita de Estado extranjero a España, invitado por SS. MM. los reyes, don Juan Carlos I y la reina consorte, doña Sofía.
El gran duque Enrique es miembro del Comité Olímpico Internacional, miembro de la Fundación Mentor (establecido por la Organización Mundial de la Salud) y director de la Fundación Charles Darwin para las Islas Galápagos.
El gran duque vive con su familia en el Castillo de Berg, en Luxemburgo. Tiene, igualmente, una casa de vacaciones en Cabasson, cerca de Bormes-les-Mimosas, al sur de Francia, así como otra residencia en Biarritz.

### Medios de comunicación y publicidad

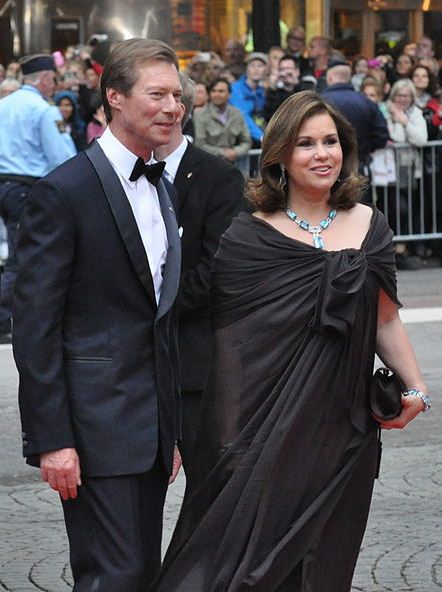
Los grandes duques, en la boda de la princesa heredera Victoria de Suecia.

Desde la asunción de Enrique al trono gran ducal en el 2000, el enfoque de la Corte a los medios de comunicación y la publicidad ha variado notablemente. En 2002, el gran duque Enrique identificado expresamente a sí mismo con una conferencia de prensa convocada por la gran duquesa consorte María Teresa con el fin de debatir con los periodistas los defectos de sus relaciones personales con su suegra, la gran duquesa Josefina Carlota.
En cambio, cuando el primer nieto de la pareja gran ducal nació en 2006, la Circular Corte deliberadamente omitió mencionar el caso, probablemente, como el padre, el príncipe Luis no estaba casado en ese momento. Sin embargo, el embarazo fue anunciado en 2005, por lo que el país fue informado de que el príncipe y su novia iban a ser padres. La prensa también tuvo acceso al bautismo del niño.
El enfoque de la Familia Gran Ducal a cuestiones de publicidad y medios de comunicación en sí ha dado lugar a la observación de medios en cuanto a la calidad de la asesoría de comunicación que se ha buscado y seguido. Además de la difusión pública de las dificultades entre la gran duquesa y su suegra, otros acontecimientos han dado lugar a la publicidad adversa, sobre todo: en 2004, la apertura del Parlamento por el gran duque en persona, la primera vez en más de 100 años el monarca lo había hecho. En 2005, el gran duque ha anunciado su intención de votar a favor de la Constitución Europea en el referéndum inminente, solamente para ser recordado por los políticos de alto rango que tenía tal derecho; la propuesta de venta de grandes extensiones de la Gruenewald en el verano de 2006, poco seguida por la propuesta de venta (cancelado poco después) en Sotheby por los efectos del reciente fallecimiento de la gran duquesa madre, Josefina Carlota.

## Salud
El 3 de febrero de 2011, Enrique fue ingresado en el Centro Hospitalario de Luxemburgo tras caer enfermo. Poco después, la Corte Gran Ducal emitió una declaración diciendo que él había sido sometido a una angioplastia coronaria. Al día siguiente, el jefe de Comunicaciones anunció que la cirugía había sido todo un éxito. "El estado de salud de Su Alteza Real no es preocupante", según el comunicado, el gran duque podía abandonar el hospital en los próximos días. Aunque la razón formal no ha sido revelada, se informa que el gran duque se sintió mal después de despertar ese día, y el médico de la Corte notó problemas de circulación. Fue entonces cuando fue trasladado de urgencia al hospital nuevamente, en la unidad coronaria, y dado de alta al día siguiente.

## Anuncio de abdicación
En el tradicional discurso de Navidad de 2024, al principado centroeuropeo, Enrique anunció que el 3 de octubre de 2025 abdicaria en su hijo primogénito, el gran duque heredero Guillermo. Anteriormente (junio de 2024) anunció su deseo de ceder la mayor parte de sus funciones a su sucesor. En octubre de 2024, Guillermo se convirtió en lugarteniente representante del soberano.

## Distinciones honoríficas

### Distinciones honoríficas luxemburguesas
- Soberano Gran Maestre de la Orden del León de Oro de la Casa de Nassau.[21]
- Soberano Gran Maestre de la Orden de Adolfo de Nassau.
- Soberano Gran Maestre de la Orden de la Corona de Roble.
- Soberano Gran Maestre de la Orden del Mérito del Gran Ducado de Luxemburgo.
- Medalla Conmemorativa del Jubileo de Plata del Gran Duque Juan (12/11/1989).

### Distinciones honoríficas extranjeras
Bélgica
- Caballero Gran Cruz de la Orden de Leopoldo (1994)

 España
- Caballero gran cruz de la Real y Distinguida Orden de Carlos III (08/07/1980).[22]
- Caballero del collar de la Real y Distinguida Orden de Carlos III (11/05/2001).[23]
- Caballero de la Insigne Orden del Toisón de Oro (13/04/2007).[24]

## Títulos y tratamientos

Monograma

| ● 1955-1964:     | Su alteza real el príncipe Enrique de Luxemburgo, Nassau y Borbón-Parma |
| ● 1964-2000:     | Su alteza real el gran duque heredero de Luxemburgo                     |
| ● 2000-presente: | Su alteza real el gran duque de Luxemburgo                              |

### Tratamiento y título completo
Su Alteza Real Enrique, por la gracia de Dios, gran duque de Luxemburgo, duque de Nassau, príncipe de Borbón-Parma, conde palatino del Rin, conde de Sayn, de Königstein, de Katzenelnbogen y de Diez, vizconde de Hammerstein, señor de Mahlberg, de Wiesbaden, de Idstein, de Merenberg, de Limburg y Eppstein.

### Todos los títulos
| - Gran duque de Luxemburgo - Duque de Nassau - Príncipe de Borbón-Parma - Conde Palatino del Rin - Conde de Sayn - Conde de Königstein - Conde de Katzenelnbogen - Conde de Diez | - Vizconde de Hammerstein - Señor de Mahlberg - Señor de Wiesbaden - Señor de Idstein - Señor de Merenberg - Señor de Limburgo - Señor de Eppstein |

## Ancestros
| \| \| \| \| \| \| \| \| \| \| \| \| \| \| \| \| \| \| \| \| 16. Carlos III, duque de Parma \| \| \| \| \| \| \| \| \| \| \| \| \| \| \| \| \| \| \| \| \| \| \| \| \| \| \| \| \| \| \| \| \| \| \| \| \| \| \| \| \| \| \| \| \| \| \| \| \| \| \| \| \| \| 8. Roberto I, duque de Parma \| \| \| \| \| \| \| \| \| \| \| \| \| \| \| \| \| \| \| \| \| \| \| \| \| \| \| \| \| \| \| \| \| \| \| \| \| \| \| \| \| \| \| \| \| \| \| \| \| \| \| \| \| \| 17. Princesa Luisa de Francia \| \| \| \| \| \| \| \| \| \| \| \| \| \| \| \| \| \| \| \| \| \| \| \| \| \| \| \| \| \| \| \| \| \| \| \| \| \| \| \| \| \| \| \| \| \| \| \| \| \| \| \| \| \| 4. Príncipe Félix de Parma \| \| \| \| \| \| \| \| \| \| \| \| \| \| \| \| \| \| \| \| \| \| \| \| \| \| \| \| \| \| \| \| \| \| \| \| \| \| \| \| \| \| \| \| \| \| \| \| \| \| \| \| \| \| 18. Miguel I, rey de Portugal (= 22) \| \| \| \| \| \| \| \| \| \| \| \| \| \| \| \| \| \| \| \| \| \| \| \| \| \| \| \| \| \| \| \| \| \| \| \| \| \| \| \| \| \| \| \| \| \| \| \| \| \| \| \| \| \| 9. Infanta María Antonia de Portugal \| \| \| \| \| \| \| \| \| \| \| \| \| \| \| \| \| \| \| \| \| \| \| \| \| \| \| \| \| \| \| \| \| \| \| \| \| \| \| \| \| \| \| \| \| \| \| \| \| \| \| \| \| \| 19. Princesa Adelaida de Löwenstein-Wertheim-Rosenberg (= 23) \| \| \| \| \| \| \| \| \| \| \| \| \| \| \| \| \| \| \| \| \| \| \| \| \| \| \| \| \| \| \| \| \| \| \| \| \| \| \| \| \| \| \| \| \| \| \| \| \| \| \| \| \| \| 2. Juan gran duque de Luxemburgo \| \| \| \| \| \| \| \| \| \| \| \| \| \| \| \| \| \| \| \| \| \| \| \| \| \| \| \| \| \| \| \| \| \| \| \| \| \| \| \| \| \| \| \| \| \| \| \| \| \| \| \| \| \| 20. Adolfo, gran duque de Luxemburgo \| \| \| \| \| \| \| \| \| \| \| \| \| \| \| \| \| \| \| \| \| \| \| \| \| \| \| \| \| \| \| \| \| \| \| \| \| \| \| \| \| \| \| \| \| \| \| \| \| \| \| \| \| \| 10. Guillermo IV, gran duque de Luxemburgo \| \| \| \| \| \| \| \| \| \| \| \| \| \| \| \| \| \| \| \| \| \| \| \| \| \| \| \| \| \| \| \| \| \| \| \| \| \| \| \| \| \| \| \| \| \| \| \| \| \| \| \| \| \| 21. Princesa Adelaida María de Anhalt-Dessau \| \| \| \| \| \| \| \| \| \| \| \| \| \| \| \| \| \| \| \| \| \| \| \| \| \| \| \| \| \| \| \| \| \| \| \| \| \| \| \| \| \| \| \| \| \| \| \| \| \| \| \| \| \| 5. Carlota, gran duquesa de Luxemburgo \| \| \| \| \| \| \| \| \| \| \| \| \| \| \| \| \| \| \| \| \| \| \| \| \| \| \| \| \| \| \| \| \| \| \| \| \| \| \| \| \| \| \| \| \| \| \| \| \| \| \| \| \| \| 22. Miguel I, rey de Portugal (= 18) \| \| \| \| \| \| \| \| \| \| \| \| \| \| \| \| \| \| \| \| \| \| \| \| \| \| \| \| \| \| \| \| \| \| \| \| \| \| \| \| \| \| \| \| \| \| \| \| \| \| \| \| \| \| 11. Infanta María Ana de Portugal \| \| \| \| \| \| \| \| \| \| \| \| \| \| \| \| \| \| \| \| \| \| \| \| \| \| \| \| \| \| \| \| \| \| \| \| \| \| \| \| \| \| \| \| \| \| \| \| \| \| \| \| \| \| 23. Princesa Adelaida de Löwenstein-Wertheim-Rosenberg (= 19) \| \| \| \| \| \| \| \| \| \| \| \| \| \| \| \| \| \| \| \| \| \| \| \| \| \| \| \| \| \| \| \| \| \| \| \| \| \| \| \| \| \| \| \| \| \| \| \| \| \| \| \| \| \| 1. Enrique, gran duque de Luxemburgo \| \| \| \| \| \| \| \| \| \| \| \| \| \| \| \| \| \| \| \| \| \| \| \| \| \| \| \| \| \| \| \| \| \| \| \| \| \| \| \| \| \| \| \| \| \| \| \| \| \| \| \| \| \| 24. Príncipe Felipe de Bélgica, conde de Flandes \| \| \| \| \| \| \| \| \| \| \| \| \| \| \| \| \| \| \| \| \| \| \| \| \| \| \| \| \| \| \| \| \| \| \| \| \| \| \| \| \| \| \| \| \| \| \| \| \| \| \| \| \| \| 12. Alberto I, rey de Bélgica \| \| \| \| \| \| \| \| \| \| \| \| \| \| \| \| \| \| \| \| \| \| \| \| \| \| \| \| \| \| \| \| \| \| \| \| \| \| \| \| \| \| \| \| \| \| \| \| \| \| \| \| \| \| 25. Princesa María de Hohenzollern-Sigmaringen \| \| \| \| \| \| \| \| \| \| \| \| \| \| \| \| \| \| \| \| \| \| \| \| \| \| \| \| \| \| \| \| \| \| \| \| \| \| \| \| \| \| \| \| \| \| \| \| \| \| \| \| \| \| 6. Leopoldo III, rey de Bélgica \| \| \| \| \| \| \| \| \| \| \| \| \| \| \| \| \| \| \| \| \| \| \| \| \| \| \| \| \| \| \| \| \| \| \| \| \| \| \| \| \| \| \| \| \| \| \| \| \| \| \| \| \| \| 26. Duque Carlos Teodoro de Baviera \| \| \| \| \| \| \| \| \| \| \| \| \| \| \| \| \| \| \| \| \| \| \| \| \| \| \| \| \| \| \| \| \| \| \| \| \| \| \| \| \| \| \| \| \| \| \| \| \| \| \| \| \| \| 13. Duquesa Isabel de Baviera \| \| \| \| \| \| \| \| \| \| \| \| \| \| \| \| \| \| \| \| \| \| \| \| \| \| \| \| \| \| \| \| \| \| \| \| \| \| \| \| \| \| \| \| \| \| \| \| \| \| \| \| \| \| 27. Infanta María José de Portugal \| \| \| \| \| \| \| \| \| \| \| \| \| \| \| \| \| \| \| \| \| \| \| \| \| \| \| \| \| \| \| \| \| \| \| \| \| \| \| \| \| \| \| \| \| \| \| \| \| \| \| \| \| \| 3. Princesa Josefina Carlota de Bélgica \| \| \| \| \| \| \| \| \| \| \| \| \| \| \| \| \| \| \| \| \| \| \| \| \| \| \| \| \| \| \| \| \| \| \| \| \| \| \| \| \| \| \| \| \| \| \| \| \| \| \| \| \| \| 28. Óscar II, rey de Suecia \| \| \| \| \| \| \| \| \| \| \| \| \| \| \| \| \| \| \| \| \| \| \| \| \| \| \| \| \| \| \| \| \| \| \| \| \| \| \| \| \| \| \| \| \| \| \| \| \| \| \| \| \| \| 14. Príncipe Carlos de Suecia, duque de Västergötland \| \| \| \| \| \| \| \| \| \| \| \| \| \| \| \| \| \| \| \| \| \| \| \| \| \| \| \| \| \| \| \| \| \| \| \| \| \| \| \| \| \| \| \| \| \| \| \| \| \| \| \| \| \| 29. Princesa Sofía de Nassau \| \| \| \| \| \| \| \| \| \| \| \| \| \| \| \| \| \| \| \| \| \| \| \| \| \| \| \| \| \| \| \| \| \| \| \| \| \| \| \| \| \| \| \| \| \| \| \| \| \| \| \| \| \| 7. Princesa Astrid de Suecia \| \| \| \| \| \| \| \| \| \| \| \| \| \| \| \| \| \| \| \| \| \| \| \| \| \| \| \| \| \| \| \| \| \| \| \| \| \| \| \| \| \| \| \| \| \| \| \| \| \| \| \| \| \| 30. Federico VIII, rey de Dinamarca \| \| \| \| \| \| \| \| \| \| \| \| \| \| \| \| \| \| \| \| \| \| \| \| \| \| \| \| \| \| \| \| \| \| \| \| \| \| \| \| \| \| \| \| \| \| \| \| \| \| \| \| \| \| 15. Princesa Ingeborg de Dinamarca \| \| \| \| \| \| \| \| \| \| \| \| \| \| \| \| \| \| \| \| \| \| \| \| \| \| \| \| \| \| \| \| \| \| \| \| \| \| \| \| \| \| \| \| \| \| \| \| \| \| \| \| \| \| 31. Princesa Luisa de Suecia \| \| \| \| \| \| \| \| \| \| \| \| \| \| \| \| \| \| \| \| \| \| \| \| \| \| \| \| \| \| \| \| \| \| \| \| \| \| \| \| \| \| \| \| \| \| \| \| \| \| \| \| |                                                               |  |  |  |  |  |  |  |  |  |  |  |  |  |  |  |
| |                                                               |  |  |  |  |  |  |  |  |  |  |  |  |  |  |  |
| | 16. Carlos III, duque de Parma                                |  |  |  |  |  |  |  |  |  |  |  |  |  |  |  |
| |                                                               |  |  |  |  |  |  |  |  |  |  |  |  |  |  |  |
| |                                                               |  |  |  |  |  |  |  |  |  |  |  |  |  |  |  |
| | 8. Roberto I, duque de Parma                                  |  |  |  |  |  |  |  |  |  |  |  |  |  |  |  |
| |                                                               |  |  |  |  |  |  |  |  |  |  |  |  |  |  |  |
| |                                                               |  |  |  |  |  |  |  |  |  |  |  |  |  |  |  |
| | 17. Princesa Luisa de Francia                                 |  |  |  |  |  |  |  |  |  |  |  |  |  |  |  |
| |                                                               |  |  |  |  |  |  |  |  |  |  |  |  |  |  |  |
| |                                                               |  |  |  |  |  |  |  |  |  |  |  |  |  |  |  |
| | 4. Príncipe Félix de Parma                                    |  |  |  |  |  |  |  |  |  |  |  |  |  |  |  |
| |                                                               |  |  |  |  |  |  |  |  |  |  |  |  |  |  |  |
| |                                                               |  |  |  |  |  |  |  |  |  |  |  |  |  |  |  |
| | 18. Miguel I, rey de Portugal (= 22)                          |  |  |  |  |  |  |  |  |  |  |  |  |  |  |  |
| |                                                               |  |  |  |  |  |  |  |  |  |  |  |  |  |  |  |
| |                                                               |  |  |  |  |  |  |  |  |  |  |  |  |  |  |  |
| | 9. Infanta María Antonia de Portugal                          |  |  |  |  |  |  |  |  |  |  |  |  |  |  |  |
| |                                                               |  |  |  |  |  |  |  |  |  |  |  |  |  |  |  |
| |                                                               |  |  |  |  |  |  |  |  |  |  |  |  |  |  |  |
| | 19. Princesa Adelaida de Löwenstein-Wertheim-Rosenberg (= 23) |  |  |  |  |  |  |  |  |  |  |  |  |  |  |  |
| |                                                               |  |  |  |  |  |  |  |  |  |  |  |  |  |  |  |
| |                                                               |  |  |  |  |  |  |  |  |  |  |  |  |  |  |  |
| | 2. Juan gran duque de Luxemburgo                              |  |  |  |  |  |  |  |  |  |  |  |  |  |  |  |
| |                                                               |  |  |  |  |  |  |  |  |  |  |  |  |  |  |  |
| |                                                               |  |  |  |  |  |  |  |  |  |  |  |  |  |  |  |
| | 20. Adolfo, gran duque de Luxemburgo                          |  |  |  |  |  |  |  |  |  |  |  |  |  |  |  |
| |                                                               |  |  |  |  |  |  |  |  |  |  |  |  |  |  |  |
| |                                                               |  |  |  |  |  |  |  |  |  |  |  |  |  |  |  |
| | 10. Guillermo IV, gran duque de Luxemburgo                    |  |  |  |  |  |  |  |  |  |  |  |  |  |  |  |
| |                                                               |  |  |  |  |  |  |  |  |  |  |  |  |  |  |  |
| |                                                               |  |  |  |  |  |  |  |  |  |  |  |  |  |  |  |
| | 21. Princesa Adelaida María de Anhalt-Dessau                  |  |  |  |  |  |  |  |  |  |  |  |  |  |  |  |
| |                                                               |  |  |  |  |  |  |  |  |  |  |  |  |  |  |  |
| |                                                               |  |  |  |  |  |  |  |  |  |  |  |  |  |  |  |
| | 5. Carlota, gran duquesa de Luxemburgo                        |  |  |  |  |  |  |  |  |  |  |  |  |  |  |  |
| |                                                               |  |  |  |  |  |  |  |  |  |  |  |  |  |  |  |
| |                                                               |  |  |  |  |  |  |  |  |  |  |  |  |  |  |  |
| | 22. Miguel I, rey de Portugal (= 18)                          |  |  |  |  |  |  |  |  |  |  |  |  |  |  |  |
| |                                                               |  |  |  |  |  |  |  |  |  |  |  |  |  |  |  |
| |                                                               |  |  |  |  |  |  |  |  |  |  |  |  |  |  |  |
| | 11. Infanta María Ana de Portugal                             |  |  |  |  |  |  |  |  |  |  |  |  |  |  |  |
| |                                                               |  |  |  |  |  |  |  |  |  |  |  |  |  |  |  |
| |                                                               |  |  |  |  |  |  |  |  |  |  |  |  |  |  |  |
| | 23. Princesa Adelaida de Löwenstein-Wertheim-Rosenberg (= 19) |  |  |  |  |  |  |  |  |  |  |  |  |  |  |  |
| |                                                               |  |  |  |  |  |  |  |  |  |  |  |  |  |  |  |
| |                                                               |  |  |  |  |  |  |  |  |  |  |  |  |  |  |  |
| | 1. Enrique, gran duque de Luxemburgo                          |  |  |  |  |  |  |  |  |  |  |  |  |  |  |  |
| |                                                               |  |  |  |  |  |  |  |  |  |  |  |  |  |  |  |
| |                                                               |  |  |  |  |  |  |  |  |  |  |  |  |  |  |  |
| | 24. Príncipe Felipe de Bélgica, conde de Flandes              |  |  |  |  |  |  |  |  |  |  |  |  |  |  |  |
| |                                                               |  |  |  |  |  |  |  |  |  |  |  |  |  |  |  |
| |                                                               |  |  |  |  |  |  |  |  |  |  |  |  |  |  |  |
| | 12. Alberto I, rey de Bélgica                                 |  |  |  |  |  |  |  |  |  |  |  |  |  |  |  |
| |                                                               |  |  |  |  |  |  |  |  |  |  |  |  |  |  |  |
| |                                                               |  |  |  |  |  |  |  |  |  |  |  |  |  |  |  |
| | 25. Princesa María de Hohenzollern-Sigmaringen                |  |  |  |  |  |  |  |  |  |  |  |  |  |  |  |
| |                                                               |  |  |  |  |  |  |  |  |  |  |  |  |  |  |  |
| |                                                               |  |  |  |  |  |  |  |  |  |  |  |  |  |  |  |
| | 6. Leopoldo III, rey de Bélgica                               |  |  |  |  |  |  |  |  |  |  |  |  |  |  |  |
| |                                                               |  |  |  |  |  |  |  |  |  |  |  |  |  |  |  |
| |                                                               |  |  |  |  |  |  |  |  |  |  |  |  |  |  |  |
| | 26. Duque Carlos Teodoro de Baviera                           |  |  |  |  |  |  |  |  |  |  |  |  |  |  |  |
| |                                                               |  |  |  |  |  |  |  |  |  |  |  |  |  |  |  |
| |                                                               |  |  |  |  |  |  |  |  |  |  |  |  |  |  |  |
| | 13. Duquesa Isabel de Baviera                                 |  |  |  |  |  |  |  |  |  |  |  |  |  |  |  |
| |                                                               |  |  |  |  |  |  |  |  |  |  |  |  |  |  |  |
| |                                                               |  |  |  |  |  |  |  |  |  |  |  |  |  |  |  |
| | 27. Infanta María José de Portugal                            |  |  |  |  |  |  |  |  |  |  |  |  |  |  |  |
| |                                                               |  |  |  |  |  |  |  |  |  |  |  |  |  |  |  |
| |                                                               |  |  |  |  |  |  |  |  |  |  |  |  |  |  |  |
| | 3. Princesa Josefina Carlota de Bélgica                       |  |  |  |  |  |  |  |  |  |  |  |  |  |  |  |
| |                                                               |  |  |  |  |  |  |  |  |  |  |  |  |  |  |  |
| |                                                               |  |  |  |  |  |  |  |  |  |  |  |  |  |  |  |
| | 28. Óscar II, rey de Suecia                                   |  |  |  |  |  |  |  |  |  |  |  |  |  |  |  |
| |                                                               |  |  |  |  |  |  |  |  |  |  |  |  |  |  |  |
| |                                                               |  |  |  |  |  |  |  |  |  |  |  |  |  |  |  |
| | 14. Príncipe Carlos de Suecia, duque de Västergötland         |  |  |  |  |  |  |  |  |  |  |  |  |  |  |  |
| |                                                               |  |  |  |  |  |  |  |  |  |  |  |  |  |  |  |
| |                                                               |  |  |  |  |  |  |  |  |  |  |  |  |  |  |  |
| | 29. Princesa Sofía de Nassau                                  |  |  |  |  |  |  |  |  |  |  |  |  |  |  |  |
| |                                                               |  |  |  |  |  |  |  |  |  |  |  |  |  |  |  |
| |                                                               |  |  |  |  |  |  |  |  |  |  |  |  |  |  |  |
| | 7. Princesa Astrid de Suecia                                  |  |  |  |  |  |  |  |  |  |  |  |  |  |  |  |
| |                                                               |  |  |  |  |  |  |  |  |  |  |  |  |  |  |  |
| |                                                               |  |  |  |  |  |  |  |  |  |  |  |  |  |  |  |
| | 30. Federico VIII, rey de Dinamarca                           |  |  |  |  |  |  |  |  |  |  |  |  |  |  |  |
| |                                                               |  |  |  |  |  |  |  |  |  |  |  |  |  |  |  |
| |                                                               |  |  |  |  |  |  |  |  |  |  |  |  |  |  |  |
| | 15. Princesa Ingeborg de Dinamarca                            |  |  |  |  |  |  |  |  |  |  |  |  |  |  |  |
| |                                                               |  |  |  |  |  |  |  |  |  |  |  |  |  |  |  |
| |                                                               |  |  |  |  |  |  |  |  |  |  |  |  |  |  |  |
| | 31. Princesa Luisa de Suecia                                  |  |  |  |  |  |  |  |  |  |  |  |  |  |  |  |
| |                                                               |  |  |  |  |  |  |  |  |  |  |  |  |  |  |  |
| |                                                               |  |  |  |  |  |  |  |  |  |  |  |  |  |  |  |

| Predecesor: Juan | Gran duque de Luxemburgo 2000-actualidad | Sucesor: — |